# العلاقات الغرينادية القبرصية
العلاقات الغرينادية القبرصية هي العلاقات الثنائية التي تجمع بين غرينادا وقبرص.

## مقارنة بين البلدين
هذه مقارنة عامة ومرجعية للدولتين:
| وجه المقارنة                                              | غرينادا                                | قبرص                                                                 |
| --------------------------------------------------------- | -------------------------------------- | -------------------------------------------------------------------- |
| المساحة (كم2)                                             | 348                                    | 9.24 ألف                                                             |
| عدد السكان (نسمة)                                         | 107.83 ألف                             | 1.14 مليون                                                           |
| الكثافة السكانية (ن./كم²)                                 | 30.99 ألف                              | 123.38                                                               |
| العاصمة                                                   | سانت جورجز                             | نيقوسيا                                                              |
| اللغة الرسمية                                             | لغة إنجليزية، إنكليزية غرنادة المولدة ‏ | اليونانية الحديثة، اللغة التركية، لغة يونانية                        |
| العملة                                                    | دولار شرق الكاريبي                     | يورو، جنيه قبرصي                                                     |
| الناتج المحلي الإجمالي (بليون دولار)                      | 1.12 مليار                             | 21.65 مليار                                                          |
| الناتج المحلي الإجمالي (تعادل القوة الشرائية) بليون دولار | 1.45 مليار                             | 26.73 مليار                                                          |
| الناتج المحلي الإجمالي الاسمي للفرد دولار أمريكي          | 9.21 ألف                               | 23.24 ألف                                                            |
| الناتج المحلي الإجمالي للفرد دولار أمريكي                 | 12.43 ألف                              | 30.24 ألف                                                            |
| مؤشر التنمية البشرية                                      | 0.750                                  | 0.850                                                                |
| رمز المكالمات الدولي                                      | +1473                                  | +357                                                                 |
| رمز الإنترنت                                              | .gd                                    | .cy                                                                  |
| المنطقة الزمنية                                           | 00                                     | ت ع م+02:00، ت ع م+03:00، توقيت شرق أوروبا، توقيت شرق أوروبا الصيفي ‏ |

## منظمات دولية مشتركة
يشترك البلدان في عضوية مجموعة من المنظمات الدولية، منها:
| علم المنظمة | اسم المنظمة                               | تاريخ انضمام غرينادا | تاريخ انضمام قبرص |
| ----------- | ----------------------------------------- | -------------------- | ----------------- |
|             | مؤسسة التنمية الدولية                     | 28 أغسطس 1975        | 2 مارس 1962       |
|             | يونسكو                                    | 17 فبراير 1975       | 6 فبراير 1961     |
|             | مؤسسة التمويل الدولية                     | 28 أغسطس 1975        | 2 مارس 1962       |
|             | منظمة حظر الأسلحة الكيميائية              | ?                    | ?                 |
|             | الأمم المتحدة                             | 17 سبتمبر 1974       | 20 سبتمبر 1960    |
|             | الاتحاد الدولي للاتصالات                  | 17 نوفمبر 1981       | 24 أبريل 1961     |
|             | منظمة الشرطة الجنائية الدولية             | ?                    | ?                 |
|             | البنك الدولي للإنشاء والتعمير             | 27 أغسطس 1975        | 21 ديسمبر 1961    |
|             | الاتحاد البريدي العالمي                   | ?                    | ?                 |
|             | المركز الدولي لتسوية المنازعات الاستشارية | 23 يونيو 1991        | 25 ديسمبر 1966    |
|             | وكالة ضمان الاستثمار متعدد الأطراف        | 12 أبريل 1988        | 12 أبريل 1988     |
|             | منظمة التجارة العالمية                    | ?                    | ?                 |
|             | دول الكومنولث                             | ?                    | ?                 |

## وصلات خارجية
- موقع وزارة الخارجية القبرصية